# スリック・リック
スリック・リック（Slick Rick、本名: Richard Walters、1965年1月14日 - ）は、イギリス・ロンドン生まれ、アメリカ合衆国ニューヨーク育ちのラッパー、ヒップホップ・ミュージシャン。
ダグ・E・フレッシュのゲット・フレッシュ・クルーのメンバーとして、音楽業界にデビューした。1989年に楽曲「Children's Story」がソウル・チャートで大きなヒットとなり、一躍注目された。だが、その後逮捕、実刑判決を受け数年間服役する。出所後カムバックするが、往年の人気を回復することは難しかった。

## ディスコグラフィ

### スタジオ・アルバム
- 『ザ・グレート・アドヴェンチャー・オブ・スリック・リック』 - The Great Adventures of Slick Rick（1988年） ※RIAA: プラチナ
- 『ザ・ルーラーズ・バック』 - The Ruler's Back（1991年） ※旧邦題『帰ってきたスリック・リック』
- 『ビハインド・バーズ』 - Behind Bars（1994年）
- 『ジ・アート・オブ・ストーリーテリング』 - The Art of Storytelling（1999年） ※RIAA: ゴールド